# Comuna Hoholivka, Vesele
Hoholivka (în ucraineană Гоголівка) este o comună în raionul Vesele, regiunea Zaporijjea, Ucraina, formată din satele Hoholivka (reședința) și Musiivka.

## Demografie
Componența lingvistică a comunei Hoholivka
     Ucraineană (88,13%)
     Rusă (11,23%)
     Alte limbi (0,63%)
Conform recensământului din 2001, majoritatea populației comunei Hoholivka era vorbitoare de ucraineană (88,13%), existând în minoritate și vorbitori de rusă (11,23%).